# Měnová unie

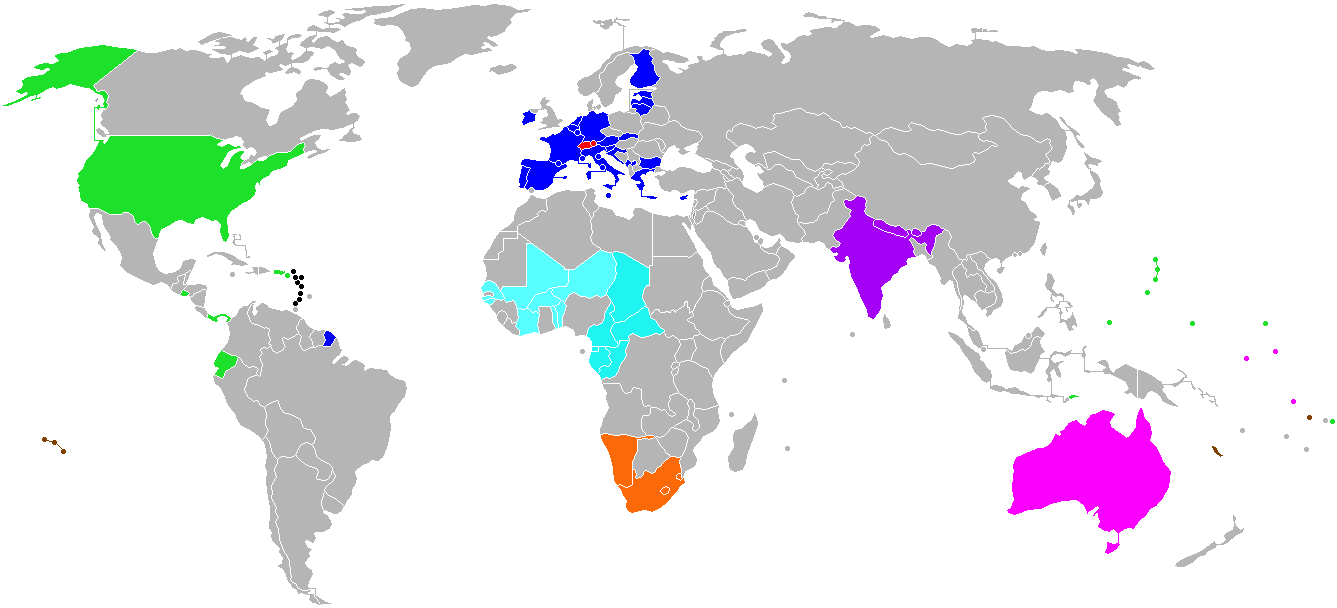
Měnová unie:
EUR Euro
USD Americký dolar
CHF Švýcarský frank
INR Indická rupie
AUD Australský dolar
XCD Východokaribský dolar
ZAR Jihoafrický rand
XOF Západoafrický frank
XAF Středoafrický frank
XPF CFP frank

Měnová unie je taková spolupráce mezi státy (nebo jejich závislých území), kdy členské státy používají jednu společnou měnu jako zákonné platidlo.
V praxi se jedná o jednu z forem ekonomické integrace mezi suverénními státy. Mezi další formy patří:
- Dohoda o volném obchodu
- Celní unie
- Ekonomická unie
- Politická unie

Dohoda o volném obchodu zpravidla bývá jednou z prvních forem ekonomické integrace mezi státy. Zde se státy vzájemně zavazují odstranit cla na vybrané obchodní artikly proudící mezi nimi.
Celní unie zahrnuje kromě odstranění cel mezi členskými státy této ekonomické zóny také harmonizaci celních sazeb mezi jednotlivými státy této unie na zboží pocházející z nečlenských států této unie.
Ekonomická unie značí harmonizaci práva v různých oblastech hospodářství jednotlivých států.
Politická unie se pak týká určité formy centralizace v rozhodovacím procesu mezi státy.
Sama Měnová unie pak může být a často bývá kombinována s různými dalšími z těchto forem integrace.

## Teorie optimální měnové oblastí
Problematice zda a pro jaké státy je vhodné vytvořit měnovou unii se v ekonomické disciplíně zabývá obor Teorie optimální měnové oblasti. Ta tvrdí, že oblasti, které by chtěly uzavřít dohodu o měnové unii by měly mít:
- Vysokou mobilitu pracovní síly mezi danými oblastmi
- Vysokou flexibilitu mezd
- Vysokou míru vzájemné ekonomické integrace a stejnou vystavenost ekonomickým šokům (harmonizovaný ekonomický cyklus)
- Metodu(y) sdílení rizika

Pro ekonomiky s uvedenými atributy by pak uzavření měnové unie mělo být přínosné nejvíce.
Podstatná je také otázka konvergence mezi ekonomikami v rámci měnové unie. Vysoká míra konvergence v rámci takové unie je prospěšná, neb vede k harmonizovanému ekonomickému cyklu. V tomto ohledu je argumentováno, že pokud i státy s nižší mírou konvergence uzavřou měnovou unii, ta samotná pak s časem může vést k vyšší konvergenci mezi danými státy.

## Důvody pro a proti zformování

### Výhody[3]:
- Eliminace měnového rizika
- Eliminace transakčních nákladů
- Cenová transparentnost
- Snížení rizika měnové krize a hyperinflace
- Zamezení konkurenční devalvaci měn mezi jednotlivými státy unie

Eliminace transakčních nákladů značí, že jednotlivci i firmy při vzájemném obchodu se zahraničím nemusí platit náklady spojené se směnou různých měn. Zejména pro firmy je pak významná eliminace měnového rizika. Měnové riziko znamená možnost různého budoucího pohybu kurzů dvou měn oproti sobě (například vývoj eura proti koruně), tato možnost znamená pro zahraniční firmy a investory podstatné riziko, oproti kterému se mohou snažit zajistit například pomocí různých finančních derivátů (swapy).To je ale stojí prostředky.

### Nevýhody:
- Ztráta suverénní monetární politiky
- Ztráta možnosti použití měnové politiky jako nástroje k čelení asymetrickým ekonomickým šokům
- Náklady spojené s přechodem na novou měnu

## Současné měnové unie
V dnešní době existuje 5 měnových prostorů:
| Název                 | ISO 4217 kód | Platnost na území                                                                                               | Platnost na území                                                                                            |
| --------------------- | ------------ | --- | --- |
| CFP frank             | XPF          | Nová Kaledonie Wallis a Futuna                                                                                  | Francouzská Polynésie                                                                                        |
| CFA frank             | XOF          | Benin Burkina Faso Guinea-Bissau Pobřeží slonoviny                                                              | Mali Niger Senegal Togo                                                                                      |
| CFA frank             | XAF          | Kamerun Středoafrická republika Republika Kongo                                                                 | Rovníková Guinea Gabon Čad                                                                                   |
| Východokaribský dolar | XCD          | Antigua a Barbuda Dominika Grenada Svatý Kryštof a Nevis                                                        | Svatá Lucie Svatý Vincenc a Grenadiny Anguilla Montserrat                                                    |
| Euro                  | EUR          | Belgie Chorvatsko Estonsko Finsko Francie Irsko Itálie Kypr Litva Lotyšsko Lucembursko Malta Německo Nizozemsko | Portugalsko Rakousko Řecko Slovensko Slovinsko Španělsko Vatikán Monako San Marino Andorra Kosovo Černá Hora |

## Eurozóna
Měnová unie v rámci Evropské unie je dnes nejznámější měnovou unií na světě. Jedná se o dohodou mezi 20 evropskými zeměmi o sdílení nadnárodní měny – eura. Měnovou autoritou dohlížející nad tímto společenstvím je Eurosystém s Evropskou centrální bankou v čele. Tato nezávislá instituce sídlící ve Frankfurtu nad Mohanem je pak zodpovědná za správu měnové politiky pro celou eurozónu.
Kromě měnové unie tyto státy sdílí také ekonomickou unii spolu s ostatními členy Evropské unie. V rámci ekonomické unie v EU je patrná snaha o další integraci a ekonomickou konvergenci mezi státy, která dle by dle ekonomické teorie měla zvyšovat benefity plynoucí z uzavření měnové unie.

Euro je oficiální měnou eurozóny. Ve své nefyzické formě bylo zavedeno 1. ledna 1999 fixací kurzů měn 11 účastnických zemí. Tyto státy pak i k 1. ledna 2002 nahradily své mince a bankovky novými eurobankovkami a euromincemi. Tato měna je dnes druhou nejdůležitější rezervní měnou po americkém dolaru, je považována za tvrdou měnu a je hojně používána ve finančním světě.

## De factoměnové unie
- Americký dolar požívá několik nezávislých států i závislých území: Palau, Mikronésie, Marshallovy ostrovy, Salvador, Východní Timor, Ekvádor, Panama, Britské Panenské ostrovy, Turks a Caicos, Karibské Nizozemsko, Americká Samoa, Portoriko, Americké Panenské ostrovy, Guam, Severní Mariany.
- Australský dolar kromě Austrálie a jejích závislých území používají i nezávislé státy Nauru, Tuvalu a Kiribati.
- Brunejský dolar a Singapurský dolar lze používat v obou státech - Bruneji a Singapuru.
- Indická rupie je zákonným platidlem Indie, ale zároveň je jednou ze dvou oficiálních měn Bhútánu. Druhým platidlem je bhútánský ngultrum.
- Novozélandský dolar používá Nový Zéland (+ Tokelau), Cookovy ostrovy, Niue a Pitcairnovy ostrovy, které jsou zámořské území Spojeného království.
- Ruský rubl kromě Ruska využívají i dva de facto nezávislé státy na území Gruzie - Jižní Osetie a Abcházie.
- Jihoafrický rand je používán ve 4 afrických státech - Jihoafrické republice, Namibii, Lesothu a Svazijsku.
- Švýcarský frank je zákonným platidlem Švýcarska a Lichtenštejnska.
- Turecká lira je požívána Tureckem společně se Severním Kyprem, což je de facto nezávislý stát, který kromě Turecka žádný jiný stát neuznává.
- Izraelský šekel a Jordánský dinár kromě toho, že jsou platidly ve svých zemích (Izrael a Jordánsko), jsou souběžně i platidly Palestinské autonomie.
- Zimbabwe v roce 2009 opustilo svoji národní měnu a lze zde používat měny: americký dolar, jihoafrický rand, botswanská pula, euro, libra šterlinků, čínský jüan, indická rupie, australský dolar a japonský jen.[7]

## Potenciální budoucí měnové unie
Toto je jen několik příkladů možných budoucích měnových prostorů, na jejichž vytvoření existovaly či existují různé studie a plány. Vznik těchto měnových unií, závislý na mnoha faktorech, není jistý.
- Západoafrická měnová unie - státy používající západoafrický CFA frank a státy Nigérie, Ghana, Gambie, Guinea, Libérie a Sierra Leone by v budoucnu mohly nahradit jednotlivé měny měnou eco.
- Východoafrická měnová unie - Keňa, Tanzanie a Uganda, Rwanda a Burundi uvažují nad možností zavést společnou měnu východoafrický šilink.
- Severoamerická měnová unie - USA, Kanada a Mexiko a jejich potenciální společná měna Amero. Spíše teoretická záležitost, bez širší politické podpory.
- Jihoamerická měnová unie - 12 států Jižní Ameriky spojených do Unie jihoamerických národů. Spíše teoretická záležitost.
- Měnová unie mezi státy v Perském zálivu - Saúdská Arábie, Kuvajt, Bahrajn, Katar. Společná měna, jejíž jméno by mohlo být khaleeji, zatím pouze spíše teoretická záležitost.

## Zaniklé měnové unie
Toto je jen několik příkladů zaniklých měnových unií.
- Belgicko-lucemburská ekonomická unie - lucemburský frank a belgický frank bylo možno používat v obou státech, měny byly svázané paritním poměrem 1:1
- Skandinávská měnová unie
- Latinská měnová unie
- Měnová unie mezi Francií, Monakem a Andorrou používající francouzský frank
- Měnová unie mezi Spojeným královstvím a Irskem používající britskou libru
- Měnová unie mezi Českem a Slovenskem existující od 1. ledna do 8. února 1993 a používající Československou korunu